# Męty z Warszawy
Męty z Warszawy – polski, czarno-biały, niemy, krótkometrażowy film z 1914 roku.
Sprzedawca gęsi sprowadził na ul. Zamoyskiego w Warszawie (Praga) specjalistę w celu produkowania filmów "na miejscowy użytek". Film ten był pierwszy. Nakręcany w naturalnych plenerach z aktorami wziętymi z ulicy. Aktorzy opłacani byli gęsiami.

## Obsada
- Halina Starska
- Antonina Junosza-Gostomska
- Jan Pawłowski
- Józef Świeściak
- Karol Wojciechowski
- Józef Zieliński